# 沃特維爾 (紐約州)
沃特維爾（英語：Waterville）是位於美國紐約州奧奈達縣的村。

## 人口
根據2020年美國人口普查的數據，沃特維爾的面積為3.67平方千米，皆為陸地。當地共有人口1473人，而人口密度為每平方千米401人。